# Kugeliger Marienkäfer

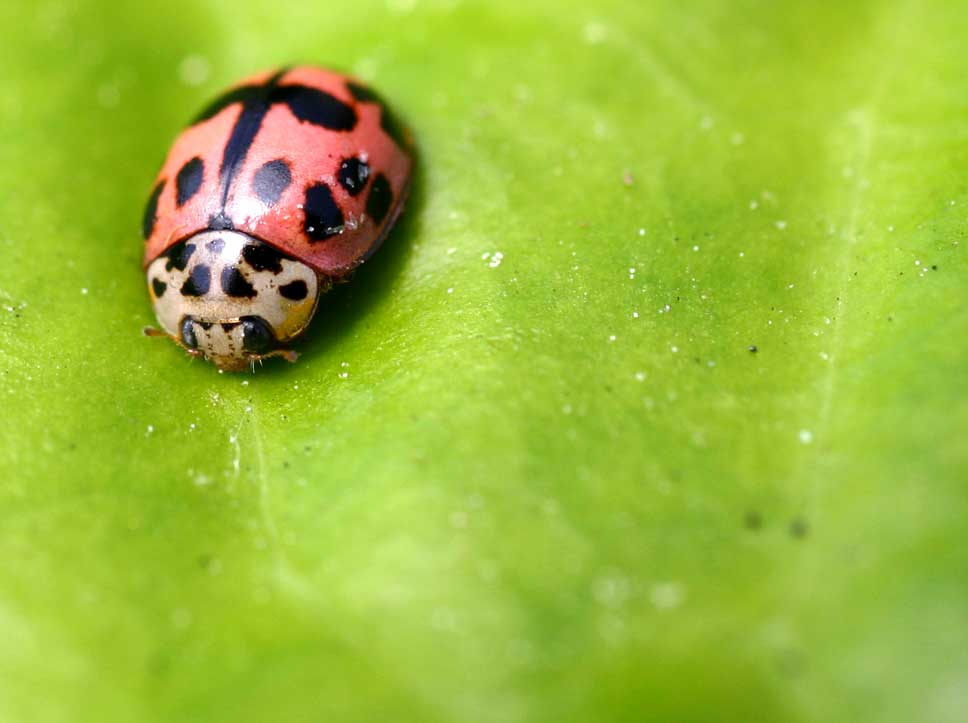
Kugeliger Marienkäfer

Der Kugelige Marienkäfer oder Pappelmarienkäfer (Oenopia conglobata, Syn. Synharmonia conglobata) ist ein Käfer aus der Familie der Marienkäfer (Coccinellidae).

## Merkmale
Die Käfer werden 3,5 bis 5 Millimeter lang und haben ovale, leicht gewölbte Körper. Sie haben hellrosa oder hellgelbe Deckflügel, auf denen sich je acht eckige schwarze Flecken befinden, die bei jedem Tier verschieden groß sind und auch ineinanderfließen können. Es gibt auch komplett schwarz gefärbte Exemplare. Das Schildchen (Scutellum) trägt einen weiteren kleinen, schwarzen Fleck, die Flügeldeckennaht ist meist ebenfalls schwarz. Der Halsschild ist hellbeige und trägt sieben schwarze, symmetrisch angeordnete Flecken. Der Kopf ist teilweise hell, teilweise schwarz gefärbt. Ihre Fühler sind gelb, am Ende aber etwas dunkler gefärbt, ihre Beine sind gelbbraun.

## Vorkommen
Die Käfer kommen in Europa außer im Norden, Nordafrika und den gemäßigten Gebieten Asiens vor, fehlen aber auf den Britischen Inseln und im Nordwesten. Sie leben in Mischwäldern der Niederung bis leichten Berglage. Man findet sie vor allem auf Pappeln, Kiefern, Lärchen, und Prunus-Arten, wie z. B. Vogel-Kirschen.

## Nahrung
Wie die meisten Marienkäferarten ernähren sich die Käfer und Larven der Kugeligen Marienkäfer von Blattläusen.

## Lebensweise
Die Käfer überwintern unter der Rinde von Laubbäumen, vor allem Pappeln, Ulmen, Platanen, Eichen und Rosskastanien. Es kommt aber auch vor, dass sie sich zwischen Doppelfenstern einnisten.